# Comuna Græsted-Gilleleje
Græsted-Gilleleje (Græsted-Gilleleje Kommune) a fost o comună din comitatul Frederiksborg Amt, Danemarca, care a existat între anii 1970-2006. Comuna avea o suprafață totală de 130,50 km² și o populație de 20.996 de locuitori (în 2004), iar din 2007 teritoriul său face parte din comuna Gribskov.
1. ↑  Danske Kommuner, Græsted-Gilleleje Kommune (nedlagt) (în daneză), accesat în 3 aprilie 2021